# Karolina Riemen-Żerebecka
Karolina Riemen-Żerebecka (Kościelisko, 19 augustus 1988) is een Poolse freestyleskiester, die is gespecialiseerd op het onderdeel skicross. Ze vertegenwoordigde haar vaderland op de Olympische Winterspelen 2010 in Vancouver en op de Olympische Winterspelen 2014 in Sotsji.

## Carrière
Bij haar wereldbekerdebuut, in januari 2008 in Les Contamines-Montjoie, scoorde Riemen direct haar eerste wereldbekerpunten. Tijdens de Olympische Winterspelen van 2010 in Vancouver eindigde de Poolse als zestiende op de skicross.
In december 2010 behaalde ze in Innichen haar eerste toptienklassering in een wereldbekerwedstrijd. Op de wereldkampioenschappen freestyleskiën 2011 in Deer Valley eindigde Riemen als zesde op de skicross. In Voss nam de Poolse deel aan de wereldkampioenschappen freestyleskiën 2013. Op dit toernooi eindigde ze als tiende op de skicross. In maart 2013 stond ze in Åre voor de eerste maal in haar carrière op het podium van een wereldbekerwedstrijd. Tijdens de Olympische Winterspelen van 2014 in Sotsji eindigde Riemen als vijftiende op het onderdeel skicross.
Op de wereldkampioenschappen freestyleskiën 2015 in Kreischberg eindigde de Poolse als tiende op de skicross. In Park City nam ze deel aan de wereldkampioenschappen freestyleskiën 2019. Op dit toernooi eindigde ze als 27e op de skicross.

## Resultaten

### Olympische Spelen
| Jaar | Plaats    | Resultaten   |
| ---- | --------- | ------------ |
| 2010 | Vancouver | 16e Skicross |
| 2014 | Sotsji    | 15e Skicross |

### Wereldkampioenschappen
| Jaar | Plaats      | Resultaten   |
| ---- | ----------- | ------------ |
| 2011 | Deer Valley | 6e Skicross  |
| 2013 | Voss        | 10e Skicross |
| 2015 | Kreischberg | 10e Skicross |
| 2019 | Park City   | 27e Skicross |

### Wereldbeker
Eindklasseringen
| Seizoen   | Algm | SX  |
| --------- | ---- | --- |
| 2007/2008 | 120e | 38e |
| 2008/2009 | 116e | 36e |
| 2009/2010 | 109e | 43e |
| 2010/2011 | 45e  | 13e |
| 2011/2012 | 51e  | 16e |
| 2012/2013 | 42e  | 11e |
| 2013/2014 | 46e  | 11e |
| 2014/2015 | 39e  | 10e |
| 2015/2016 | 57e  | 11e |
| 2016/2017 | 37e  | 8e  |
| 2018/2019 | 180e | 34e |